# Eumichtochroa dudgeoni
Eumichtochroa dudgeoni là một loài bướm đêm trong họ Noctuidae.